# Nati nel 1917/Gennaio
| Questa pagina contiene informazioni ricavate automaticamente dalle voci biografiche con l'ausilio del template Bio e di un bot. L'aggiornamento è periodico e automatico e ricostruisce completamente la pagina. Se manca una persona in questa lista, sei pregato di non aggiungerla, ma accertati piuttosto che la sua voce biografica contenga il template Bio e che i dati anagrafici siano correttamente compilati. Se il template Bio manca, inseriscilo tu stesso o, in alternativa, metti l'avviso {{tmp\|Bio}} che ne segnala la mancanza. Se i dati riportati sono sbagliati, correggi direttamente la voce biografica; le modifiche saranno visibili in questa lista entro pochi giorni. Per chiarimenti vedi il progetto biografie. La lista contiene solo le 148 persone che sono citate nell'enciclopedia e per le quali è stato implementato correttamente il template Bio. Pagina aggiornata al 2 ago 2025. |

- 1º gennaio - Ralph Amsden, cestista statunitense († 1988)
- 1º gennaio - Marcello Bonini Olas, attore italiano († 2007)
- 1º gennaio - Stefano Cattaffi, militare italiano († 1942)
- 1º gennaio - Pompeo D'Ambrosio, imprenditore italiano († 1998)
- 1º gennaio - Doris Davenport, attrice statunitense († 1980)
- 1º gennaio - Donato De Leonardis, politico italiano († 2012)
- 1º gennaio - André-Marie Mbida, politico camerunese († 1980)
- 1º gennaio - Giovanni Maria Simula, militare e partigiano italiano († 1944)
- 2 gennaio - Zaynab al-Ghazali, attivista egiziana († 2005)
- 2 gennaio - Arcângelo Cerqua, vescovo cattolico e missionario italiano († 1990)
- 2 gennaio - Chung Kook-chin, allenatore di calcio e calciatore sudcoreano († 1976)
- 2 gennaio - Nenè Geraci, mafioso italiano († 2007)
- 2 gennaio - Kim Won-gyun, compositore nordcoreano († 2002)
- 2 gennaio - Emo Marconi, scrittore italiano († 1997)
- 2 gennaio - Gino Moretti, matematico italiano († 2015)
- 2 gennaio - Otello Zironi, calciatore italiano († 1990)
- 2 gennaio - Vera Zorina, ballerina e attrice tedesca († 2003)
- 3 gennaio - Pierre Dervaux, direttore d'orchestra e compositore francese († 1992)
- 3 gennaio - Gino Merlo, calciatore italiano († 2005)
- 3 gennaio - Albert Mol, attore, ballerino e scrittore olandese († 2004)
- 3 gennaio - Bianca Penco, letterata italiana († 2015)
- 3 gennaio - Dick Schulz, cestista statunitense († 1998)
- 3 gennaio - Vernon A. Walters, diplomatico e generale statunitense († 2002)
- 3 gennaio - Jesse White, attore statunitense († 1997)
- 4 gennaio - Charles Borck, cestista filippino († 2008)
- 4 gennaio - Loris Premuda, medico italiano († 2012)
- 5 gennaio - Robert Antelme, poeta, scrittore e partigiano francese († 1990)
- 5 gennaio - Adolfo Consolini, discobolo italiano († 1969)
- 5 gennaio - Barbaro Lo Giudice, politico e dirigente d'azienda italiano († 2010)
- 5 gennaio - Michele Magno, sindacalista e politico italiano († 2003)
- 5 gennaio - Vasilij Pavlovič Mišin, matematico e ingegnere sovietico († 2001)
- 5 gennaio - Wieland Wagner, regista teatrale e scenografo tedesco († 1966)
- 5 gennaio - Fred Wander, scrittore austriaco († 2006)
- 5 gennaio - Jane Wyman, attrice, cantante e ballerina statunitense († 2007)
- 6 gennaio - Maeve Brennan, giornalista e scrittrice irlandese († 1993)
- 6 gennaio - Frederico Fischer, atleta brasiliano
- 6 gennaio - Dino Gifford, calciatore italiano († 2013)
- 6 gennaio - Bruno Lanfranchi, attore teatrale, regista e comico italiano († 1995)
- 6 gennaio - Antonio Scialdone, ammiraglio italiano († 1998)
- 7 gennaio - Gamal El Sagini, pittore e scultore egiziano († 1977)
- 7 gennaio - Milton Resnick, pittore ucraino († 2004)
- 8 gennaio - George Elmer Forsythe, informatico e matematico statunitense († 1972)
- 8 gennaio - Gerardo Mello Mourao, scrittore, politico e giornalista brasiliano († 2007)
- 8 gennaio - János Szabó, cestista e allenatore di pallacanestro ungherese († 1986)
- 8 gennaio - Peter Matthew Hillsman Taylor, scrittore statunitense († 1994)
- 9 gennaio - Ernesto Caroli, presbitero e religioso italiano († 2009)
- 9 gennaio - Otto Glória, calciatore e allenatore di calcio brasiliano († 1986)
- 9 gennaio - Chick Meehan, cestista e allenatore di pallacanestro statunitense († 2004)
- 9 gennaio - Luigi Sabaini, calciatore italiano († 1945)
- 9 gennaio - Haydn Tanner, rugbista a 15 britannico († 2009)
- 9 gennaio - ʿAbd Allāh al-Sallāl, generale e politico yemenita († 1994)
- 10 gennaio - Willy Dasso, cestista peruviano († 1990)
- 10 gennaio - Hilde Krahl, attrice austriaca († 1999)
- 10 gennaio - Vincenzo Margiotta, calciatore e allenatore di calcio italiano († 1996)
- 10 gennaio - Jerry Wexler, giornalista e produttore discografico statunitense († 2008)
- 11 gennaio - Nullo Biaggi, politico italiano († 1977)
- 11 gennaio - Mario Lovati, calciatore italiano
- 11 gennaio - Margaret Wright, attrice e doppiatrice statunitense († 1999)
- 12 gennaio - Calogero Di Gloria, politico italiano († 1997)
- 12 gennaio - Walter Hendl, direttore d'orchestra, compositore e pianista statunitense († 2007)
- 12 gennaio - Carlo Paoletti, calciatore italiano († 2003)
- 13 gennaio - Ulderico Adolfo Colagiovanni, politico italiano († 1996)
- 13 gennaio - Sergio Grieco, regista e sceneggiatore italiano († 1982)
- 13 gennaio - Adolfo Leoni, ciclista su strada e pistard italiano († 1970)
- 13 gennaio - Il'ja Michajlovič Lifšic, fisico sovietico († 1982)
- 13 gennaio - Lidia Martora, attrice italiana († 1971)
- 14 gennaio - Amerigo Bottai, politico e partigiano italiano († 1990)
- 14 gennaio - Vittorio Cervone, politico italiano († 1993)
- 14 gennaio - Antonio Dei, calciatore italiano († 2006)
- 15 gennaio - Hans Bänziger, storico e scrittore svizzero († 2005)
- 15 gennaio - Anton Hänggi, vescovo cattolico svizzero († 1994)
- 15 gennaio - Siegfried Knappe, ufficiale tedesco († 2008)
- 15 gennaio - Vasilij Ivanovič Petrov, generale e politico russo († 2014)
- 16 gennaio - Luigi Agustoni, presbitero e musicologo svizzero († 2004)
- 16 gennaio - Justin Ahomadegbé-Tomêtin, politico beninese († 2002)
- 16 gennaio - Giorgio Colli, filosofo, storico della filosofia e traduttore italiano († 1979)
- 16 gennaio - Ibrahim Shams, sollevatore egiziano († 2001)
- 16 gennaio - Giulio Stolfi, giurista e poeta italiano († 2005)
- 16 gennaio - Piero Tellini, sceneggiatore e regista italiano († 1985)
- 17 gennaio - Silvio Bedini, storico statunitense († 2007)
- 17 gennaio - James L. Gordon, politico filippino († 1967)
- 17 gennaio - Matéo Maximoff, scrittore francese († 1999)
- 17 gennaio - Amelia Piccinini, pesista e lunghista italiana († 1979)
- 17 gennaio - Erkki Saurala, cestista finlandese († 1941)
- 18 gennaio - Nicola Galdo, avvocato e politico italiano († 1967)
- 18 gennaio - Ratko Kacijan, calciatore jugoslavo († 1949)
- 18 gennaio - Emilio Marchi, militare e aviatore italiano († 1944)
- 18 gennaio - Giorgio Michelini, calciatore italiano († 2012)
- 18 gennaio - Sergio Rampini, calciatore e allenatore di calcio italiano († 1997)
- 18 gennaio - Francisco Resiglione, pugile argentino († 1999)
- 19 gennaio - Luigi Agosti, partigiano italiano († 1944)
- 19 gennaio - Franc Frakelj, militare sloveno
- 19 gennaio - Graham Higman, matematico britannico († 2008)
- 19 gennaio - Nigel Nicolson, scrittore, editore e politico inglese († 2004)
- 19 gennaio - Sirio Piovesan, violinista italiano († 2007)
- 19 gennaio - Steno, regista, sceneggiatore e vignettista italiano († 1988)
- 19 gennaio - Kelly Thordsen, attore statunitense († 1978)
- 19 gennaio - Michael Tor, attore, doppiatore e baritono statunitense († 2009)
- 19 gennaio - Antonio Zama, arcivescovo cattolico italiano († 1988)
- 20 gennaio - Emanuele Bettini, poeta, scrittore e pittore italiano († 2002)
- 20 gennaio - Joe Dobson, giocatore di baseball statunitense († 1994)
- 20 gennaio - Carlo Seganti, militare e aviatore italiano († 1942)
- 21 gennaio - Rohan Butler, storico e diplomatico statunitense († 1996)
- 21 gennaio - Cesare Jonni, arbitro di calcio italiano († 2008)
- 21 gennaio - Park Dae-jong, calciatore sudcoreano († 1995)
- 21 gennaio - Erling Persson, imprenditore svedese († 2002)
- 21 gennaio - Giuseppe Vigo, calciatore italiano († 1944)
- 21 gennaio - Erik Wennerberg, bobbista svedese († 2001)
- 22 gennaio - Carlo Cremaschi, politico e partigiano italiano († 1984)
- 22 gennaio - Cesare Grossi, calciatore italiano († 1939)
- 22 gennaio - José Macrí, calciatore argentino († 1987)
- 22 gennaio - José Luis Molinuevo, calciatore e allenatore di calcio spagnolo († 2002)
- 22 gennaio - Gutta Sternbuch, insegnante polacca († 2012)
- 23 gennaio - Pietro Acquarone, calciatore italiano († 1993)
- 23 gennaio - Gino Lizzero, militare e partigiano italiano († 2007)
- 23 gennaio - Pauli Sarkkula, cestista finlandese († 1992)
- 24 gennaio - Felice Arienti, allenatore di calcio e calciatore italiano († 2001)
- 24 gennaio - Hans-Ekkehard Bob, aviatore tedesco († 2013)
- 24 gennaio - Ernest Borgnine, attore e doppiatore statunitense († 2012)
- 24 gennaio - Hendrik Hubert Frehen, vescovo cattolico olandese († 1986)
- 24 gennaio - Marcel Hansenne, mezzofondista francese († 2002)
- 24 gennaio - Giuseppe Vairo, arcivescovo cattolico italiano († 2001)
- 25 gennaio - Carlos Enrique Díaz Sáenz Valiente, tiratore a segno e pilota automobilistico argentino († 1956)
- 25 gennaio - Ilya Prigogine, chimico e fisico russo († 2003)
- 25 gennaio - Otello Torri, calciatore italiano († 1988)
- 25 gennaio - Georg Tressler, regista e sceneggiatore austriaco († 2007)
- 25 gennaio - Jânio Quadros, avvocato e politico brasiliano († 1992)
- 26 gennaio - Edgar Barth, pilota automobilistico tedesco († 1965)
- 26 gennaio - Domenico Massa, ciclista su strada italiano († 2008)
- 26 gennaio - Carla Ragionieri, regista, pianista e attrice italiana († 2007)
- 26 gennaio - William Verity Jr., imprenditore e politico statunitense († 2007)
- 26 gennaio - Louis Zamperini, mezzofondista e militare statunitense († 2014)
- 27 gennaio - Richard Fischer, calciatore austriaco († 1969)
- 27 gennaio - Joseph Gargitter, vescovo cattolico italiano († 1991)
- 28 gennaio - Roberto Bandini, militare italiano († 1942)
- 28 gennaio - William P. Gottlieb, fotografo statunitense († 2006)
- 28 gennaio - Gino Sciardis, ciclista su strada italiano († 1968)
- 29 gennaio - Faubion Bowers, iamatologo e scrittore statunitense († 1999)
- 29 gennaio - Antonio Caracciolo, calciatore italiano († 2017)
- 29 gennaio - Nathalie de Salzmann de Etievan, pedagogista georgiana († 2007)
- 29 gennaio - Martin Deutsch, fisico austriaco († 2002)
- 29 gennaio - Michael Kitzelmann, militare tedesco († 1942)
- 29 gennaio - Ronald Sydney Nyholm, chimico australiano († 1971)
- 29 gennaio - John Raitt, attore e cantante statunitense († 2005)
- 30 gennaio - Joe Darion, paroliere statunitense († 2001)
- 30 gennaio - Maria Floriani Squarciapino, archeologa e funzionaria italiana († 2003)
- 30 gennaio - Paul Frère, pilota automobilistico, scrittore e giornalista belga († 2008)
- 31 gennaio - Fay Baker, attrice statunitense († 1987)